# Czeizler Lajos
Czeizler Lajos, Czeiczler (Heves, 1893. október 5. – 1969. május 6.) magyar labdarúgóedző.

## Pályafutása

### Edzőként
Edzőként 11 címet szerezve  minden idők egyik legsikeresebb labdarúgóedzője. Edzői pályafutásának első csapata a lengyel ŁKS Łódź volt, itt szerzett edzői tapasztalatokat. Olaszországban folytatta, 1935-től újra az ŁKS Łódź edzője. 1942-től 6 évet töltött az IFK Norrköping együttesénél, ahol csapatával öt bajnoki címet (1943, 1945, 1946, 1947, 1948) és két kupagyőzelmet (1943, 1945) szerzett. 1948-ban a legidősebb edzőként (54 éves, 8 hónapos és 1 napos) érte el csapatával a bajnoki győzelmet. Újra Olaszországban vállalt munkát. 1961-ben az ACF Fiorentina együttesével megnyerte az Olasz-kupát. 1963–1964 között az SL Benfica csapatához szerződött, a csapattal egyszer bajnokságot, kétszer Portugál-kupát nyert.

#### Klubcsapatoknál
- 1923-26 ŁKS Łódź
- 1927-28 AC Udinese (II.Div.)
- 1928-30 CA Faenza (II.Div.)
- 1930-31 SS Lazio
- 1935-36 ŁKS Łódź
- 1940 Västerås SK
- 1942-48 IFK Norrköping
- 1949-52 AC Milan
- 1952-53 AC Padova
- 1954 Olaszország
- 1954-57 UC Sampdoria
- 1957-59 ACF Fiorentina
- 1960-61 ACF Fiorentina
- 1963-64 SL Benfica

#### Válogatottnál
1953-1954 között az olasz labdarúgó-válogatott szövetségi kapitánya. Kapitányként az 1954-es labdarúgó-világbajnokságon az olasz labdarúgó-válogatottal a 10. helyen végzett. A válogatottal elért eredményei.
| Név            | Évek      | Mérkőzés | Győzelem | Döntetlen | Vereség |
| -------------- | --------- | -------- | -------- | --------- | ------- |
| Czeizler Lajos | 1953–1954 | 7        | 5        | 0         | 2       |